# Стојан Пачов
Стојан Пачов (Струмица, 1934 – Београд, 2015) био је српски сликар.

## Биографија
Стојан Пачов је рођен 1934. године у Струмици Македонија Краљевина Југославија. Академију за ликовне уметности, одсек сликарства завршио 1958. године у класи проф. Недељка Гвозденовића, у Београду. Постдипломске студије је завршио код истог професора 1960. године. Био је члан УЛУС-а од 1960. године. Преминуо је 2015. године, у Београду, Србија.
Учествовао је на преко стотину педесет заједничких изложби а више пута на изложбама хуманитарних карактера. Учесник је у раду више ликовних колонија: Струмичка интернационална ликовна колонија (више пута), Ликовна колонија Велушина (Битола), Ликовни сусрети "Скадарско језеро" (Ријека Црнојевића), на " Боровој глави“ , на Златибору и у Кикинди.
Студијска путовања: Италија, Француска, Енглеска, Брисел, СССР, Египат, Бугарска. Већи број радова му се налази у власништву установа, галерија и приватних колекција у земљи и иностранству.
Стваралаштво Стојана Пачова се дели на седам тематских области: 1. Манастири, 2. Градски мотиви, 3. Пејзажи, 4. Мртва природа, 5. Цвеће, 6. Актови и 7. Иконе и портрети. Поред сликарства бавио се и педагошким радом, био је професор ликовног васпитања у Земуну. Своје талентоване ђаке учио је да сликају а код оних мање талентованих развијао је љубав ка ликовној уметности.

## Награде
- Награда за сликарство на изложби младих, 1960. године у Београду,
- Откупна награда УЛУС 1975. године и
- Пролећна награда за сликарство ликовних и примењених уметника Земуна 1985. године.